# تجميع البيانات
تجميع البيانات هي عملية تجميع المعلومات من قواعد البيانات بقصد إعداد مجموعات بيانات مجمعة بهدف معالجة البيانات.

## وصف
يوضح الإستبيان الجيولوجي للولايات المتحدة أنه «عندما يتم توثيق البيانات جيداً، فإنك تعرف كيف وأين تبحث عن المعلومات وستكون النتائج التي المسترجعة هي ما تتوقعه دائماً.»  قد تنشأ المعلومات المصدرة لتجميع البيانات من السجلات العامة وقواعد البيانات الجنائية. يتم تجميع المعلومات في تقارير مجمعة ثم بيعها للشركات، وكذلك للوكالات المحلية والولائية والحكومية. يمكن أن تكون هذه المعلومات مفيدة أيضاً لأغراض التسويق. في الولايات المتحدة، تندرج العديد من أنشطة وسطاء البيانات بموجب قانون الإبلاغ الائتماني العادل (FCRA) الذي ينظم وكالات تقارير المستهلكين. تقوم الوكالات بعد ذلك بجمع المعلومات الشخصية وتعبئتها في تقارير المستهلكين التي تباع للدائنين وأرباب العمل وشركات التأمين وغيرها من الشركات.
يتم توفير تقارير مختلفة من المعلومات من قبل مجمعي قاعدة البيانات. قد يطلب الأفراد تقارير الإستهلاك البياناتي الخاصة بهم والتي تحتوي على معلومات عن السيرة الذاتية الأساسية مثل الاسم وتاريخ الميلاد والعنوان الحالي ورقم الهاتف. قد يتم طلب تقارير فحص عن الخلفية العامة للموظفين، والتي تحتوي على معلومات مفصلة للغاية مثل العناوين السابقة وطول مدة الإقامة والتراخيص المهنية والتاريخ الجنائي، من قبل أطراف ثالثة مؤهلة ومرخصة. لا يمكن استخدام هذه البيانات في عمليات فحص الخلفية العامة للموظف فحسب، بل يمكن استخدامها أيضاً لاتخاذ القرارات المتعلقة بالتغطية التأمينية والتسعير وتطبيق القانون. يجادل نشطاء الخصوصية أن مجمعين قواعد البيانات يمكن أن يقدموا معلومات خاطئة.

## دور الإنترنت
تتضمن إمكانات الإنترنت لدمج المعلومات ومعالجتها تطبيقا جديداً في تجميع البيانات، يُعرف أيضا باسم «تجريد الشاشة» . يتيح الإنترنت للمستخدمين الفرصة لدمج أسماء المستخدمين وكلمات المرور الخاصة بهم أو أرقام التعريف الشخصية. يتيح هذا الدمج للمستهلكين الوصول إلى مجموعة واسعة من مواقع الويب المحمية PIN التي تحتوي على معلومات شخصية باستخدام رقم تعريف شخصي رئيسي واحد على موقع ويب واحد. تشمل توفير الحسابات عبر الإنترنت هذه إتاحة وتقديم كل من المؤسسات المالية وسماسرة الأوراق المالية وشركات الطيران وبرامج المسافرين الدائمين وغيرها من برامج المكافآت وحسابات البريد الإلكتروني. يمكن لمجمعي البيانات جمع الحساب أو أي معلومات أخرى من مواقع الويب المعينة باستخدام أرقام التعريف الشخصية لأصحاب الحساب، ثم إتاحة معلومات حساب المستخدمين لهم في موقع ويب واحد يتم تشغيله بواسطة المجمع بناءً على طلب صاحب الحساب. علاوة على ذلك، يمكن تقديم خدمات تجميع البيانات على أساس مستقل أو بالاقتران مع خدمات مالية أخرى، مثل تتبع المحفظة ودفع الفواتير المقدمة من موقع ويب متخصص، أو كخدمة إضافية لزيادة التواجد عبر الإنترنت لمؤسسة تم إنشاؤها خارج العالم الافتراضي.
يبدو أن العديد من الشركات المنشأة التي لها وجود على الإنترنت تدرك قيمة تقديم خدمة التجميع لتعزيز الخدمات الأخرى المستندة إلى الويب وجذب الزوار. قد يكون تقديم خدمة تجميع البيانات إلى موقع ويب جذاباً نظراً لاحتمال أن يجذب مستخدمي الخدمة بشكل متكرر إلى موقع الاستضافة.

## تجميع بيانات الأعمال المحلية
عندما يتعلق الأمر بتجميع معلومات الموقع عن الشركات المحلية، فهناك العديد من مجمعات البيانات الرئيسية التي تجمع معلومات مثل اسم النشاط التجاري والعنوان ورقم الهاتف والموقع الإلكتروني والوصف وساعات العمل. ثم يقومون بالتحقق من صحة هذه المعلومات باستخدام طرق التحقق المختلفة. بمجرد التحقق من صحة معلومات النشاط التجاري، يقوم مجمعي البيانات بإتاحة أدوات تجميع البيانات للناشرين مثل Google وYelp .
عندما تقوم Yelp ، على سبيل المثال، لتحديث قوائم Yelp الخاصة بهم، سيقومون بسحب البيانات من مجمعات البيانات المحلية هذه. يأخذ الناشرون هؤلاء بيانات النشاط التجاري المحلي من مصادر مختلفة ويقارنونها بما لديهم حالياً في قاعدة البيانات الخاصة بهم. ثم يقومون بتحديث قاعدة البيانات الخاصة بهم بالمعلومات التي يرون أنها دقيقة.

## الآثار والشؤون القانونية
تشعر المؤسسات المالية بالقلق من العبء بتحملها المسؤولية الناشئة عن أنشطة تجميع البيانات، والمشاكل الأمنية المحتملة، والتعدي على حقوق الملكية الفكرية وإمكانية تقليص عدد الزيارات إلى موقع المؤسسة. يجوز للمجمع والمؤسسة المالية الاتفاق على ترتيب لتغذية البيانات، حيث يتم تنشيط هذه التغذية بناءً على طلب العميل، وذلك باستخدام معيار Open Financial Exchange (OFX) لطلب وتسليم المعلومات إلى الموقع المحدد من قبل العميل كمكان سيشاهدون منه بيانات الحساب الخاصة بهم. توفر الاتفاقيات فرصة للمؤسسات للتفاوض لحماية مصالح عملائها وتوفر لمجمعي البيانات أيضاً فرصة لتقديم خدمة قوية. قد يصل القائمون بالتجميع الذين يتفقون مع مزودي المعلومات إلى استخراج البيانات دون استخدام معيار OFX أو إستخدامه بمستوى أقل من ويكون بالتراضي من الطرفين؛ لذلك، قد يتم استخدام معيار «تجريد الشاشة» للحصول على بيانات الحساب، ولكن لأسباب تجارية أو لأسباب أخرى، قد يقرر المجمع البياناتي الحصول على موافقة مسبقة والتفاوض بشأن الشروط التي يتم بموجبها إتاحة بيانات العميل.
تتمتع ميزة «تجريد الشاشة» بخاصية عدم أخذ الإذن من صاحب المحتوى، حيث توفر هذه الميزة السماح للمشتركين بمشاهدة جميع حساباتهم التي فتحوها في أي مكان على الإنترنت من خلال موقع ويب واحد.

## توقعات وارتقاب
بمرور الوقت، يمكن أن تتحول عملية نقل كميات كبيرة من بيانات الحساب من مزود الحساب إلى خادم المجمع إلى ملف إنشاء ملف تعريف شامل للمستخدم، مع ذكر تفاصيل معاملاتهم المصرفية وبطاقات الائتمان، والأرصدة، ومعاملات الأوراق المالية والمحافظ، وتاريخ السفر وتفضيلاتهم. نظراً لتزايد حساسية اعتبارات حماية البيانات، فمن المحتمل أن يكون هناك تركيز كبير على المدى الذي قد يسعى في مجمع البيانات إلى استخدام هذه البيانات وذلك إما لاستخدامهم الخاص أو لمشاركتها مع أطراف ثالثة ومشغل (مشغلي) موقع الويب الذي يتم تقديم الخدمة فيه.

## إنظر أيضاً
- حوكمة البيانات